# Huisberden

Bedburg-Hau in Kreis Kleve

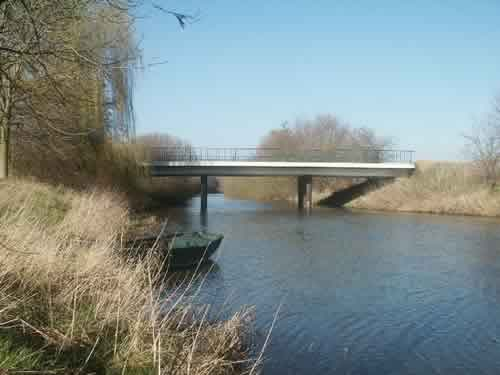
Brug over de Kalflack, Fährstraße

Huisberden is een dorp dat tot de gemeente Bedburg-Hau behoort in de regio Nederrijn in de deelstaat Noordrijn-Westfalen in Duitsland. Het grenst aan de buurgemeentes Kleef en Kalkar. Het is een overwegend agrarisch dorp. Het dorp heeft ongeveer 260 inwoners (2007).

## Dorpsgemeenschap
Het is een overwegend katholieke dorpsgemeenschap met een jaarlijkse St. Martinsoptocht, gezamenlijk paasvuur en een schuttersvereniging. Het voormalig schooltje fungeert nu als dorpshuis. De voormalige bakkerij en het voormalige dorpscafé worden tegenwoordig gebruikt als woningen. Inwoners van Huisberden vissen soms op het riviertje de Kalflack, dat het dorp in het oosten afgrenst van Kalkar (poldergebied Bylerward). 
In de school van Huisberden werd in 1929 de voetbalclub DJK Rheinwacht Huisberden opgericht, die in 1933 doorstartte als SV Rheinwacht Erfgen. De velden en het clubhuis bevinden zich aan de Sommerlandstraße, Erfgen, dat via de smalle polderweg Slenk vlot te bereiken is. De enige doorlopende weg in Huisberden is de Friedenstraße. Deze maakt bij de kerk een S-bocht en loopt met een T-splitsing naar Emmericher Eyland door tot aan Warbeyen.

## Geschiedenis
Huisberden heeft een lange geschiedenis. De naam Huisward betekent zoveel als 'terp met huizen'. Het plaatsje ligt in een voormalig overloopgebied van de Rijn. Eeuwenlang werd het dorp bij hoogwater bedreigd door overstromingen. Het dorp bevindt zich namelijk buitendijks de, middeleeuwse, Kleverhammer Banndeich, die pas in het midden van de jaren 1960 een slaapdijk werd. Daarom zijn de kerk en de oudere huizen en boerderijen allemaal op wierden gebouwd. De meeste boerderijen hebben ook een of meerdere vloedstallen. Historische foto's van hoogwater in Huisberden tonen inwoners die in een sloep door de dorpsstraat varen.

## St. Petruskerk
De St. Petruskerk staat ook aanzienlijk hoger dan het straatniveau, en heeft aan de achterzijde een hooggelegen, ommuurd kerkhof. Oudste bronnen tonen aan dat Huisberden waarschijnlijk al tijdens de tijd van Karel de Grote gesticht werd door monniken van het benedictijnenklooster Corbie in Picardië, die de Saksen wilden kerstenen. Enkele huizen bij het kerkhof staan op de monumentenlijst.

## Huis Eyl
Uit een kloosterlijke nederzetting ontwikkelde zich een heerlijkheid, die door de laatste bezitter Otto von Byland in 1395 verkocht werd aan de Hertogen van Kleef. Bij de boerenhofstede Weylhusen werd door ridder Elbert van Eyl een met slotgracht versterkte borg aangelegd. De bezitter beloofde diensten aan de Hertogen van Kleef. Huis Eyl bestaat nu nog als archeologisch monument in zijn grondvesten van fundamenten, wallen en grachten. Het private woonhuis op het terrein van de vroegere voorburcht werd in de vorige eeuw gerenoveerd.

## Haus Gensward, Haus Hort en Kiwittwardshof
Aan de Kellener Altrhein staat Haus Gensward, een boerderijkasteel met een stevige uitkijktoren die gebouwd werd als douanetoren aan de Rijn. Aan de Friedenstraße staan in elkaars nabijheid de twee boerderijkastelen Kiwittwardshof en Haus Hort.

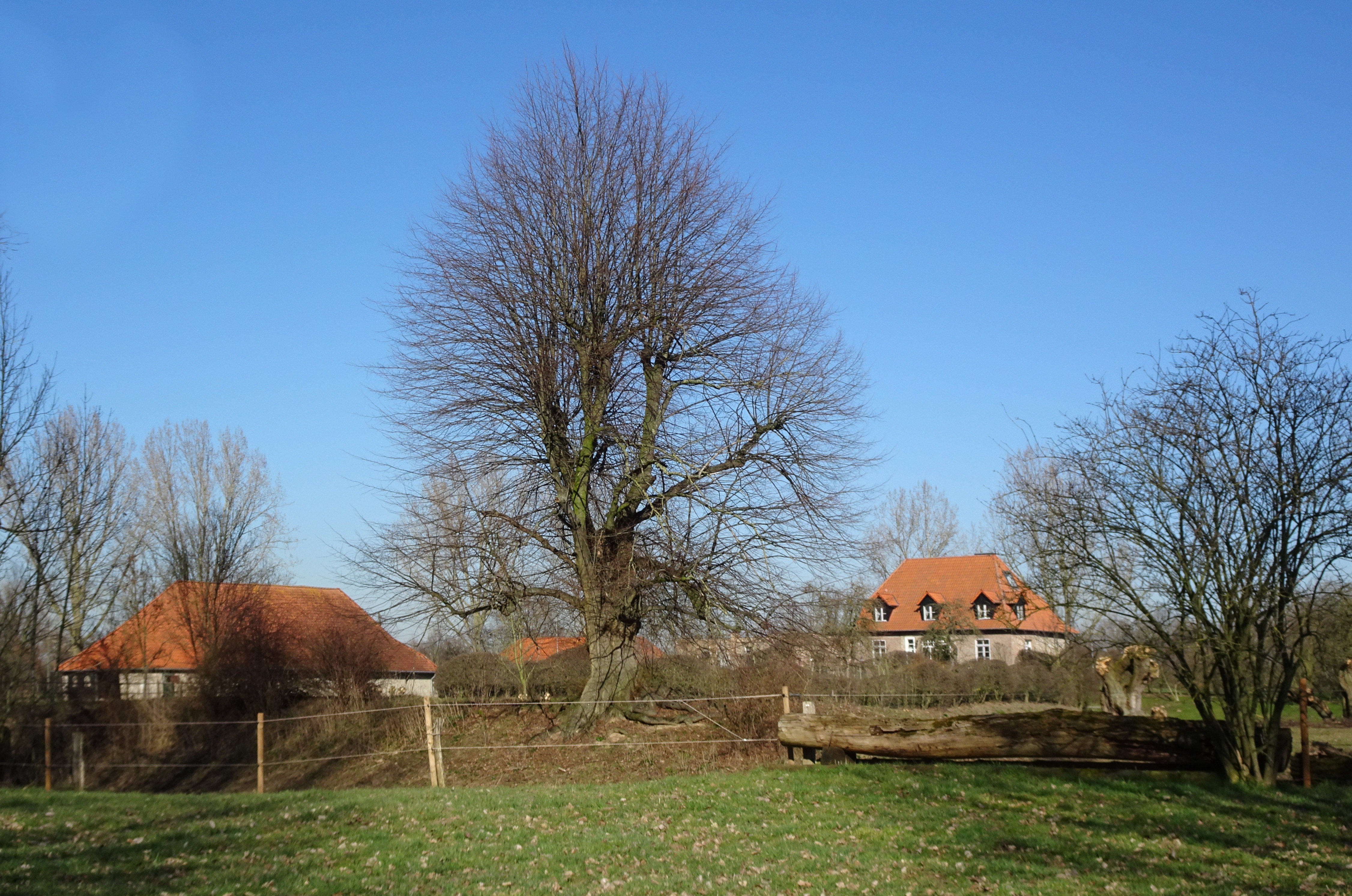
Haus Eyl
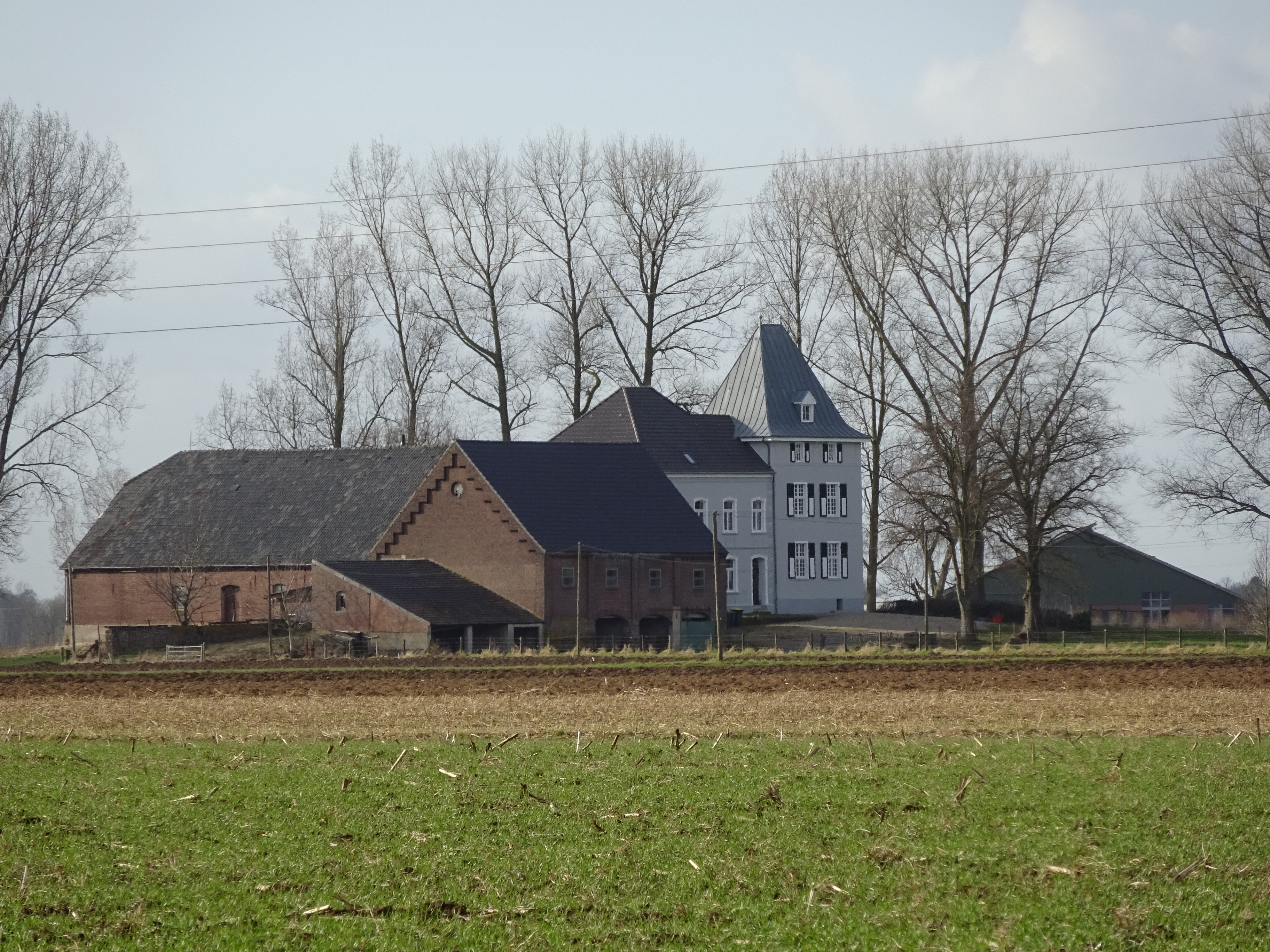
Haus Gensward
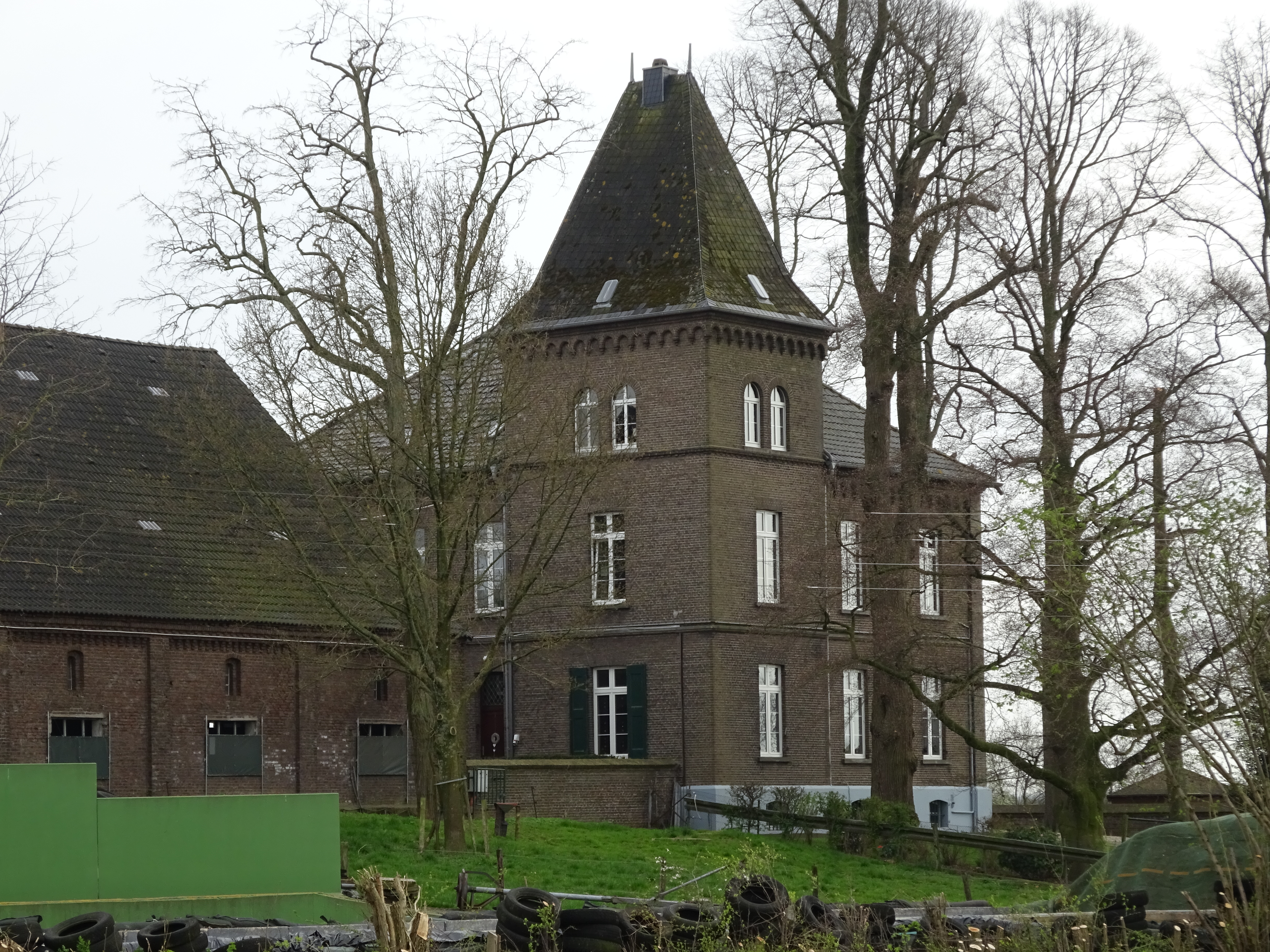
Kiwittwardshof
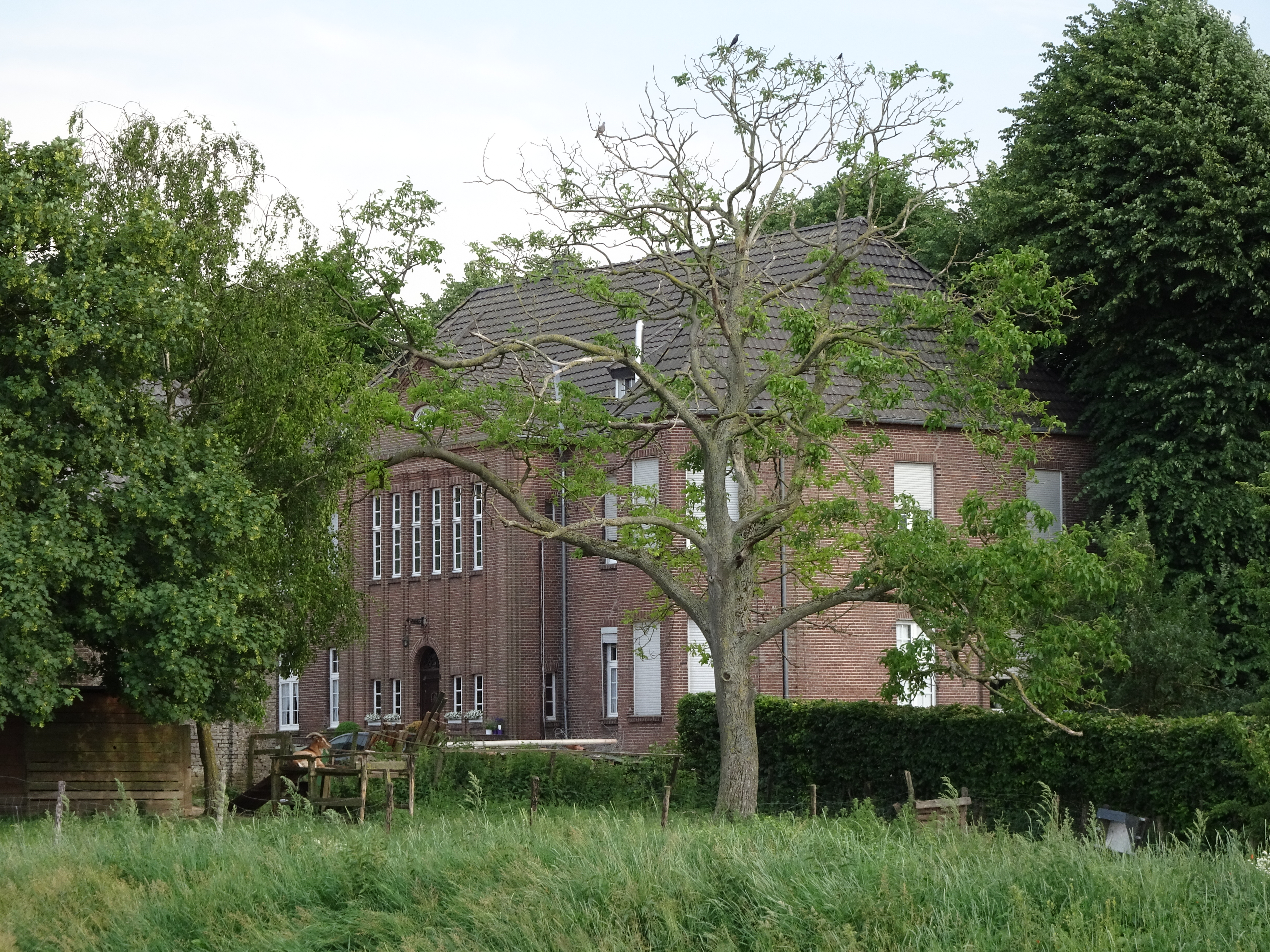
Haus Hort